# Microsoft Small Basic
Microsoft Small Basic é uma versão simplificada da linguagem de programação BASIC, criada pela Microsoft em Novembro de 2008. Ela é desenhada para uma aprendizagem dos conceitos básicos da programação, tanto a crianças como adultos. Contém apenas 14 palavras-chave.